# Dark Horse Presents
Dark Horse Presents est un comic book en noir et blanc publié par la maison d'édition américaine Dark Horse Comics de juillet 1986 à septembre 2000 (no 157) et depuis 2011. 
Première publication de Dark Horse, il contient dans chaque numéro des histoires variées. Certaines séries célèbres y ont été publiées, comme Concrete de Paul Chadwick, Hellboy de Mike Mignola ou Sin City de Frank Miller.
Dark Horse Presents a reçu cinq prix Eisner et neuf Prix Harvey de la meilleure anthologie entre 1992 et 2015, ce qui en fait l'ouvrage de ce type le plus récompensé aux États-Unis.

## Prix
- 1992 : 
  - Prix Eisner de la meilleure anthologie
  - Prix Harvey de la meilleure anthologie
- 1993 : Prix Harvey de la meilleure anthologie
- 1994 : 
  - Prix Eisner de la meilleure anthologie
  - Prix Harvey de la meilleure anthologie
- 1997 : Prix Harvey de la meilleure anthologie
- 1998 : Prix Harvey de la meilleure anthologie
- 2012 :
  - Prix Eisner de la meilleure anthologie
  - Prix Harvey de la meilleure anthologie
- 2013 :
  - Prix Eisner de la meilleure anthologie
  - Prix Harvey de la meilleure anthologie
- 2014 :
  - Prix Eisner de la meilleure anthologie
  - Prix Harvey de la meilleure anthologie
- 2015 : Prix Harvey de la meilleure anthologie